# Почтовая станция (Крюково)
Крюковская почтовая станция — несохранившееся историческое здание почтовой станции в селе Крюки Островского района Псковской области. Располагалась на шоссе Петербург—Киев (автодорога М20 Санкт-Петербург — Псков — Киев). 
Входила в комплекс почтовых станций шоссе Петербург—Киев, построенных в 1840—1850-х годах по типовому проекту. На участке Остров—Опочка аналогичные станции третьего разряда сохранились в Новгородке и Иссе. До 1917 года служила почтовой станцией, после 1920-х годов здание утрачено. 

## История
В 1840-х годах шоссе Петербург—Киев с целью спрямления было проложено частично по новой трассе. Трасса была разбиты на «прогоны» по 20—25 вёрст, на границах которых строились почтовые станции. Здесь предъявлялись подорожные, оплачивались последующие прогоны, менялись лошади, предоставлялся ночлег и т. д. На участке между Островом и Опочкой были построены новые почтовые станции — в Крюках, Новгородке, Иссе и Опочке. Из них только опочецкая, как наиболее важная, была выполнена по проекту станций второго разряда, все остальные станции были третьего (низшего) разряда. Строительство велось по типовому проекту почтовых станций, изданному в 1846 году, и являющемуся развитием типового проекта 1843 года:43. Для всех станций был принят единый вариант оформления главного фасада — в «готическом» стиле.
Почтовые станции строились за казённый счёт (стоимость некоторых станций доходила до 30 тыс. рублей):256 и принимались в эксплуатацию Почтовым ведомством, которое направляло офицера для осмотра почтовых станов и архитектора. Почтовое ведомство полностью оснащало станции всем необходимым. На каждую станцию государство ежегодно выделяло небольшую сумму денег на «мелочный» ремонт. По свидетельству К. К. Случевского, совершившего несколько поездок по Киевскому шоссе в свите великого князя Владимира Александровича в конце XIX века, почтовые станции были «отнюдь не худшими многих вокзалов наших железных дорог»:254.
Крюковская почтовая станция, построенная в 1854 году, относилась к третьему разряду станций. Соседние станции располагались на расстоянии 18 верст (Остров) и 15 верст (Новгородка):222. Почтовая станция занимала квадратный участок, на котором вдоль лицевой стороны располагался станционный дом и, симметрично по сторонам, — двое ворот в кирпичной ограде. Набор помещений станционного дома составляли залы для приезжающих, квартира смотрителя с кухней, комната для записи подорожных и туалеты в дворовой пристройке. Все служебные и хозяйственные постройки были объединены под общей крышей и располагались вдоль боковых и тыловой границ участка станции. Слева — изба для ямщиков, сарай, туалет для ямщиков, справа — погреб, амбар, навес для экипажей. Кровля станционного дома была из листового железа, хозяйственные службы и флигеля покрывались гонтом:51. Замыкала двор длинная конюшня. Конюшня была полукаменной, стойловые места были выгорожены деревянными перегородками. Количество стойловых мест было кратно количеству троек. Посреди двора был устроен колодец. Двор со всех сторон окружала ограда в виде каре.
По состоянию на 1863 год к почтовой станции было приписано 57 лошадей, в 1880 – 21, в 1906 – 19, в 1915 – 17. В 1880-х годах был выполнен ремонт станции. 
На станции делали остановку дилижансы, курсировавшие между Опочкой и Островом. Здесь менялись лошади и ямщики, пассажиры могли выпить чаю и пообедать:222—223. С открытием в 1910-х годах автобусного движения на участке Киевского шоссе между Островом и Пустошкой на станции появились бочки с бензином для заправки автобусов.
На станции принималась «всякого рода почтовая корреспонденция», в справочнике 1907 года указано действующее почтовое отделение. 
На 1869 год содержателем Крюковской почтовой станции и соседней станции в Новгородке был крестьянин Василий Яковлев. 
Опочецкий краеведед и публицист А. И. Белинский, в 1900-х годах неоднократно проезжавший из Опочки в Остров, в своих воспоминаниях писал: «В станционном здании помещалась почта, было две комнаты для приезжающих, квартира для станционного смотрителя и почтового работника. Содержались станционные здания плохо: ремонтировались редко, в мебели было много клопов, везде висела паутина. Жалобная книга была полна чеховскими записями. Рядом с главным зданием был большой двор и постройка для содержания лошадей, которых на каждой станции было 18–20–25. Лошади не отличались упитанностью, так как содержатели ямских гонов старались экономить корм»:223.
После 1917 года, судя по фотографии 1925 года, почтовое отделение продолжало работать. В последующие годы здание было утрачено. 

## Описание
Почтовая станция располагалась на трассе Санкт-Петербург—Киев с западной стороны дороги (в районе современной автобусной остановки «Крюки-2»). Комплекс сооружений включал станционный дом, занимавший осевое расположение и ориентированный вдоль шоссе, каменную ограду и служебные постройки вдоль боковых границ участка. По воспоминаниям старожилов, рядом с почтовой станицей находился постоялый двор.
Станционный дом представлял собой одноэтажное, прямоугольное в плане здание с симметричной объёмно-планировочной композицией. К прямоугольному в плане основному объёму, вытянутому вдоль дороги, со стороны двора примыкала Т-образная пристройка, соединённая с основным объёмом узким переходом с выходом во двор. Композиция главного фасада была решена в 5 осей, углы здания раскрепованы. Центральная ось с дверным проёмом главного входа была выделена ризалитом и парапетом, возвышавшимся над венчающим карнизом. Над главным входом располагался навес на массивных чугунных литых кронштейнах. Под оконными проёмами, имевшими стрельчатое завершение и сложный готический рисунок расстекловки, размещались филёнки. 